# بابی آلن
بابی آلن (انگلیسی: Bobby Allain؛ زادهٔ ۲۸ نوامبر ۱۹۹۱) بازیکن فوتبال اهل بریتانیا است.
از باشگاه‌هایی که در آن بازی کرده‌است می‌توان به باشگاه فوتبال ستاره سرخ و باشگاه فوتبال دیژون اشاره کرد.